# Palásthy Sándor (színművész)
Palásthy Sándor, Palásthy Sándor Lajos (Budapest, 1877. május 5. – Los Angeles, USA, 1948. március 16.) színész, rendező, színigazgató. Testvére Palásthy Marcell.

## Életútja
Palásthy Sándor hírlapíró és Tomcsányi Ilona fiaként született, 1877. május 20-án keresztelték. Középiskoláit Kassán végezte, majd a közigazgatási pályára lépett. 1896-ban Evva Lajos, a Népszínház akkori igazgatójának biztatására beiratkozott a színésziskolába és rövid idő múlva a Népszínházhoz mint ösztöndíjas tagot szerződtette. Három évi ittműködése után a Magyar Színházhoz szerződött, ahonnan egy év múlva már mint elsőrendű színész került a kassai Nemzeti Színházhoz. Mint ilyen 1900. május 14-én fellépett a Magyar Színházban, a »Gyurkovics lányok« Radványi Gida szerepében és az intézmény tagja maradt újra. 1904. június 14-én fellépett a Nemzeti Színházban, az »Annuska« Balogh Miklós szerepében. Majd Nagyváradon volt főrendező, ahonnan a Király Színházhoz szerződött, amelynek mindaddig volt oszlopos tagja, amíg megválasztották a sátoraljaújhelyi színikerület igazgatójának. 1914 júniusában Rotterdamból Amerikába, New Yorkba hajózott, ahol később színigazgató lett. 1922-ben részt vett az Amerikai Magyar Színész Unió előkészítésében és megalapításában. Az amerikai magyar színészet egyik úttörője volt.
Első felesége Bukovics Erzsébet Mária, akivel 1901. december 3-án Budapesten, az Erzsébetvárosban lépett házasságra. Fia Palásthy Géza, (1903–1978) színész, forgatókönyvíró, rendező.
Második felesége az újpesti születésű Telkes (Tauszik) Frida (1876–1946) volt, akivel 1917. június 6-án Manhattanben kötött házasságot.

## Főbb rendezései
- Villányi A.: Királynőm, meghalok érted
- Hervé: Lili
- Buday D.–Buttykay Á.: Bohém élet